# Gilliesia (haften)
Gilliesia is een geslacht van haften (Ephemeroptera) uit de familie Leptophlebiidae.

## Soorten
Het geslacht Gilliesia omvat de volgende soorten:
- Gilliesia hindustanica
- Gilliesia pulchra